# Fabio Placanica
Fabio Placanica (nascido em 10 de abril de 1970) é um ex-ciclista argentino.

## Olimpíadas
Participou, representando a Argentina, dos Jogos Olímpicos de Verão de 1992 na prova de perseguição por equipes do ciclismo de pista.